# Okręg wyborczy Abingdon
Okręg wyborczy Abingdon powstał w 1558 r. i wysyłał do angielskiej, a następnie brytyjskiej, Izby Gmin jednego deputowanego. Okręg obejmował miasto Abingdon, wówczas w hrabstwie Berkshire. Został zlikwidowany w 1983 r.

## Deputowani do brytyjskiej Izby Gmin z okręgu Abingdon

### Deputowani w latach 1558–1660
- 1558: Oliver Hyde
- 1559: Robert Byng
- 1563–1566: Oliver Hyde
- 1566–1567: ? Anthony
- 1571–1572: Anthony Forster
- 1572–1583: Richard Beake
- 1584–1585: Edward Norreys
- 1586–1587: Miles Sandys
- 1588–1589: Edward Norreys
- 1593: William Braunche
- 1601: Robert Ryche
- 1604–1611: Richard Lovelace
- 1614–1622: Robert Hyde
- 1624–1625: Robert Knollys Starszy
- 1625–1626: Robert Knollys Młodszy
- 1628–1629: John Stonhouse
- 1640–1644: George Stonhouse
- 1645–1649: William Ball
- 1649–1653: Henry Neville
- 1654–1659: Thomas Holt
- 1659: John Lenthall
- 1659–1660: Henry Neville

### Deputowani w latach 1660–1983
- 1660–1675: George Stonhouse
- 1675–1689: John Stonhouse
- 1689–1689: Thomas Medlycott
- 1689–1690: John Southby
- 1690–1690: John Stonhouse
- 1690–1705: Simon Harcourt, torysi
- 1705–1708: Grey Neville, wigowie
- 1708–1709: Simon Harcourt, torysi
- 1709–1710: William Hucks
- 1710–1710: Simon Harcourt, torysi
- 1710–1713: James Jennings
- 1713–1715: Simon Harcourt, torysi
- 1715–1722: James Jennings
- 1722–1741: Robert Hucks
- 1741–1747: John Wright
- 1747–1770: John Morton, torysi
- 1770–1774: Nathaniel Bayly, wigowie
- 1774–1782: John Mayor, torysi
- 1782–1783: Henry Howorth
- 1783–1796: Edward Loveden Loveden, wigowie
- 1796–1807: Thomas Theophilus Metcalfe, torysi
- 1807–1809: George Knapp, wigowie
- 1809–1811: Henry Bowyer
- 1811–1818: George Bowyer, wigowie
- 1818–1832: John Maberly, wigowie
- 1832–1844: Thomas Duffield, Partia Konserwatywna
- 1844–1852: Frederic Thesiger, Partia Konserwatywna
- 1852–1852: James Caulfeild, wigowie
- 1852–1854: Montagu Bertie, lord Norreys, wigowie
- 1854–1857: Joseph Haythorne Reed, wigowie
- 1857–1865: John Thomas Norris, Partia Liberalna
- 1865–1874: Charles Hugh Lindsay, Partia Konserwatywna
- 1874–1885: John Creemer Clarke, Partia Liberalna
- 1885–1895: Philip Wroughton, Partia Konserwatywna
- 1895–1906: Archie Kirkman Loyd, Partia Konserwatywna
- 1906–1910: Edward Anthony Strauss, Partia Liberalna
- 1910–1916: Harold Henderson, Partia Konserwatywna
- 1916–1918: Archie Kirkman Loyd, Partia Konserwatywna
- 1918–1921: John Tyson Wigan, Partia Konserwatywna
- 1921–1923: Arthur Loyd, Partia Konserwatywna
- 1923–1924: Edward Lessing, Partia Liberalna
- 1924–1953: Ralph Glyn, Partia Konserwatywna
- 1953–1979: Airey Neave, Partia Konserwatywna
- 1979–1983: Thomas Benyon, Partia Konserwatywna